# Condado de Slope
O Condado de Slope é um dos 53 condados do Estado americano da Dakota do Norte. A sede do condado é Amidon, e sua maior cidade é Amidon. O condado possui uma área de 3 158 km² (dos quais 3 km² estão cobertos por água), uma população de 767 habitantes, e uma densidade populacional de 0,3 hab/km² (segundo o censo nacional de 2000). Slope é o décimo quarto condado menos populoso do país. Sua sede de condado, Amidon, é a sede de condado menos populosa dos Estados Unidos.